# Liliana Cosma
Liliana Cosma (n. 30 decembrie 1971) este o antrenoare română de gimnastică, parte a echipei de antrenori ai lotului de gimnastică feminină a României la Jocurile Olimpice de la Beijing (2008).

## Distincții
- Ordinul “Meritul Sportiv” clasa a II-a cu 2 barete (27 august 2008) [1]